# Gabusifonio
Il gabusifonio è uno strumento a fiato appartenente alla famiglia degli ottoni, creato dal bolognese Giuseppe Gabusi alla fine del XIX secolo.

## Storia
Giuseppe Gabusi brevettò lo strumento nel 1879, ma lo presentò al pubblico nel 1881 durante l'Esposizione nazionale di Milano.
Successivamente, lo strumento entrò a far parte della collezione di Alessandro Kraus a Firenze e del museo degli strumenti musicali di Lipsia.